# Pedro Malo de Villavicencio
Pedro Malo de Villavicencio (getauft 23. Mai 1673 in Sevilla, Spanien; † 1. April 1744 in Mexiko-Stadt) war ein spanischer Jurist und Kolonialverwalter, der übergangsweise als Vizekönig von Neuspanien amtierte.

## Leben
Pedro Malo stammte aus Sevilla und studierte in Spanien Rechtswissenschaft. Um 1700 ging er nach Amerika.
1710 war er an der Real Audiencia von Guadalajara tätig und heiratete María Gertrudis Castro Gutiérrez del Cueto, mit der er 14 Kinder hatte.
Er wurde an die Real Audiencia von Mexico versetzt, deren dienstältester Oidor er im Jahre 1741 war. Als der Vizekönig Pedro de Castro y Figueroa im August 1741 starb, stand kein vom König berufener Nachfolger zur Verfügung. Daher übernahm nach den Regeln des spanischen Kolonialreiches die Audiencia unter dem Vorsitz von Pedro Malo die Regierung des Vizekönigreiches.
Die Amtszeit währte bis November 1742, als der aus Spanien entsandte neue Vizekönig Pedro Cebrián y Agustín in Mexiko eintraf. Während der Regierung der Audiencia zerstörte ein Großbrand weite Teile von Mexiko-Stadt.
Nach der Übergabe der Amtsgewalt arbeitete die Audiencia wieder dem Vizekönig zu. Pedro Malo starb zwei Jahre später, im April 1744. Seine Frau überlebte ihn um 20 Jahre.